# Козмешти (Васлуј)
Козмешти (рум. Cozmești) насеље је у Румунији у округу Васлуј у општини Козмешти. Oпштина се налази на надморској висини од 134 m.

## Становништво
Према подацима из 2002. године у насељу је живело 351 становника, од којих су сви румунске националности.